# Мехмен, Деррик
Деррик Мехмен (англ. Derrick Mehmen; род. 30 мая 1985, Сидар-Рапидс) — американский боец смешанного стиля, представитель тяжёлой и полутяжёлой весовых категорий. Выступает на профессиональном уровне начиная с 2006 года, известен по участию в турнирах бойцовских организаций WSOF, Bellator, Strikeforce, Fight Nights, Titan FC и др. Дважды был претендентом на титул чемпиона WSOF в тяжёлом весе.

## Биография
Деррик Мехмен родился 30 мая 1985 года в городе Сидар-Рапидс штата Айова, США. Во время учёбы в старшей школе в Денвере серьёзно занимался борьбой, позже состоял в борцовских командах Муниципального колледжа Эллсуорт, Айовского университета и Университета штата Северная Дакота.

### Начало профессиональной карьеры
Дебютировал в смешанных единоборствах на профессиональном уровне в сентябре 2006 года, выиграл у своего соперника техническим нокаутом во втором раунде. Дрался в небольших американских промоушенах преимущественно на территории штата Айова, выступал на турнирах Iowa Challenge, Mainstream MMA, Brutaal Fight Night. Первое в профессиональной карьере поражение потерпел в декабре 2008 года на турнире Adrenaline MMA.

### Bellator MMA
Имея в послужном списке восемь побед и только одно поражение, в 2010 году Мехмен привлёк к себе внимание крупной американской организации Bellator MMA. Тем не менее, закрепиться здесь он не смог, в поединке с Дэвидом Бранчем во втором раунде попался на удушающий приём сзади и вынужден был сдаться.

### Strikeforce
Выступая в небольших промоушенах, в 2011—2012 годах Мехмен также сотрудничал с большой организацией Strikeforce, где в общей сложности провёл два боя: по очкам победил Роя Джонса, но проиграл Джану Вилланте. Кроме того, в этот период встречался с Родни Уоллесом и тоже уступил ему единогласным решением.

### World Series of Fighting
В 2013 году Деррик Мехмен подписал долгосрочный контракт с крупной организацией World Series of Fighting, где в течение двух последующих лет три боя выиграл и два проиграл. Дважды претендовал на титул чемпиона WSOF в тяжёлой весовой категории, но в обоих чемпионских поединках потерпел поражение техническим нокаутом.

### Titan Fighting Championships
В августе 2016 года отметился выступлением в Titan Fighting Championships, где единогласным судейским решением проиграл Ди Джею Линдерману.

### Fight Nights Global
Начиная с 2017 года выступает в российской организации Fight Nights Global — выходил здесь в клетку против таких бойцов как Алексей Кудин и Михаил Мохнаткин, обоим уступил по очкам.

## Статистика в профессиональном ММА
| Боёв 29  | Побед 19 | Поражений 10 |
| -------- | -------- | ------------ |
| Нокаутом | 11       | 2            |
| Сдачей   | 2        | 2            |
| Решением | 6        | 6            |

| Результат | Рекорд | Соперник          | Способ                 | Турнир                                     | Дата             | Раунд | Время | Место                   | Примечание                                 |
| --------- | ------ | ----------------- | ---------------------- | ------------------------------------------ | ---------------- | ----- | ----- | ----------------------- | ------------------------------------------ |
| Поражение | 19-10  | Михаил Мохнаткин  | Единогласное решение   | Fight Nights Global 75                     | 6 октября 2017   | 3     | 5:00  | Санкт-Петербург, Россия |                                            |
| Поражение | 19-9   | Алексей Кудин     | Раздельное решение     | Fight Nights Global 64                     | 28 апреля 2017   | 3     | 5:00  | Москва, Россия          |                                            |
| Поражение | 19-8   | Ди Джей Линдерман | Единогласное решение   | Titan FC 40                                | 5 августа 2016   | 3     | 5:00  | Корал-Гейблс, США       |                                            |
| Поражение | 19-7   | Благой Иванов     | TKO (удары руками)     | WSOF 24                                    | 17 октября 2015  | 2     | 4:33  | Машантакет, США         | Бой за титул чемпиона WSOF в тяжёлом весе. |
| Победа    | 19-6   | Бретт Роджерс     | Единогласное решение   | Abu Dhabi Warriors 2                       | 26 марта 2015    | 3     | 5:00  | Абу-Даби, ОАЭ           |                                            |
| Поражение | 18-6   | Смеалинью Рама    | TKO (удары руками)     | WSOF 14                                    | 11 октября 2014  | 1     | 0:51  | Эдмонтон, Канада        | Бой за титул чемпиона WSOF в тяжёлом весе. |
| Победа    | 18-5   | Дейв Хакаба       | Единогласное решение   | WSOF 10                                    | 21 июня 2014     | 3     | 5:00  | Лас-Вегас, США          |                                            |
| Победа    | 17-5   | Скотт Барретт     | Единогласное решение   | WSOF 8                                     | 18 января 2014   | 3     | 5:00  | Холливуд, США           |                                            |
| Победа    | 16-5   | Ролис Грейси      | KO (удар рукой)        | WSOF 5                                     | 14 сентября 2013 | 2     | 2:40  | Атлантик-Сити, США      | Дебют в тяжёлом весе.                      |
| Победа    | 15-5   | Луис Девердт      | Единогласное решение   | Pinnacle Combat 13                         | 3 мая 2013       | 3     | 5:00  | Дабек, США              |                                            |
| Победа    | 14-5   | Патрик Харман     | Сдача (удушение сзади) | Pinnacle Combat 11                         | 30 ноября 2012   | 1     | 4:20  | Дабек, США              |                                            |
| Победа    | 13-5   | Джон Рид          | TKO (удары руками)     | Iowa Challenge 71                          | 6 октября 2012   | 1     | 1:12  | Сидар-Рапидс, США       |                                            |
| Поражение | 12-5   | Джан Вилланте     | Единогласное решение   | Strikeforce: Barnett vs. Cormier           | 19 мая 2012      | 3     | 5:00  | Сан-Хосе, США           |                                            |
| Поражение | 12-4   | Родни Уоллес      | Единогласное решение   | WMMA 1: Fighting for a Better World        | 31 марта 2012    | 3     | 5:00  | Эль-Пасо, США           |                                            |
| Победа    | 12-3   | Рой Джонс         | Единогласное решение   | Strikeforce Challengers: Gurgel vs. Duarte | 12 августа 2011  | 3     | 5:00  | Лас-Вегас, США          |                                            |
| Победа    | 11-3   | Мэтт Томпсон      | Единогласное решение   | Fight Time 4: MMA Heavyweight Explosion    | 1 апреля 2011    | 3     | 5:00  | Форт-Лодердейл, США     |                                            |
| Поражение | 10-3   | Гарет Джозеф      | Раздельное решение     | World Extreme Fighting 45                  | 22 января 2011   | 3     | 5:00  | Джэксонвилл, США        |                                            |
| Победа    | 10-2   | Чейз Уолдон       | TKO (удары руками)     | Brutaal: Fight Night                       | 19 июня 2010     | 1     | 1:14  | Ред-Уинг, США           |                                            |
| Победа    | 9-2    | Деметриус Ричардс | TKO (удары руками)     | The Cage Inc: Battle at the Border 5       | 15 мая 2010      | 1     | 4:09  | Ханкинсон, США          |                                            |
| Поражение | 8-2    | Дэвид Бранч       | Сдача (удушение сзади) | Bellator 15                                | 22 апреля 2010   | 2     | 0:26  | Анкасвилл, США          | Бой в промежуточном весе 86,2 кг.          |
| Победа    | 8-1    | Эрик Полинг       | TKO (удары руками)     | Soldiers of Fortune 1                      | 7 ноября 2009    | 1     | 2:50  | Коралвилл, США          |                                            |
| Победа    | 7-1    | Тодд Монаган      | TKO (удары руками)     | Mainstream MMA: Mehmen vs. Monaghan        | 22 августа 2009  | 1     | 1:33  | Дабек, США              |                                            |
| Победа    | 6-1    | Кайл Дэвис        | Сдача (удушение)       | Brutaal Fight Night: David and Goliath     | 11 апреля 2009   | 3     | 0:42  | Эймс, США               |                                            |
| Победа    | 5-1    | Ламар Коулман     | TKO (удары руками)     | Brutaal Fight Night: March Badness         | 6 марта 2009     | 1     | 2:00  | Мейплвуд, США           |                                            |
| Поражение | 4-1    | Майк Кьеснолевич  | Сдача (гильотина)      | Adrenaline MMA 2: Miletich vs. Denny       | 11 декабря 2008  | 1     | 1:46  | Молин, США              |                                            |
| Победа    | 4-0    | Карл Келли        | TKO (удары руками)     | Mainstream MMA 10: Reloaded                | 13 сентября 2008 | 1     | N/A   | Дабек, США              |                                            |
| Победа    | 3-0    | Рашад Брукс       | TKO (удары руками)     | Mainstream MMA 9: New Era                  | 5 апреля 2008    | 1     | N/A   | Сидар-Рапидс, США       |                                            |
| Победа    | 2-0    | Пит Старанко      | TKO (удары руками)     | Mainstream MMA 5: Heavy Duty               | 10 февраля 2007  | 1     | N/A   | Сидар-Рапидс, США       |                                            |
| Победа    | 1-0    | Джереми Норвуд    | TKO (удары руками)     | Iowa Challenge 30                          | 9 сентября 2006  | 2     | 0:53  | Ватерлоо, США           |                                            |